# Flugplatz Zuwara

i7
i11
i13
Der Flugplatz Zuwara (IATA-Code: WAX, ICAO-Code: HLZW) ist der Flugplatz von Zuwara in Libyen.

## Lage
Der Flughafen liegt westlich der Stadt Zuwara.
Das Flughafengelände liegt an der Küstenstraße (Via Balbia) nach Ras Ajdir in Tunesien.
Die tunesisch-libysche Grenze ist etwa 45 km vom Flughafen entfernt.

## Flugplatzmerkmale
Der Tower (TWR) sendet und empfängt auf der Frequenz: 118,6 MHz.
Die Ortsmissweisung beträgt 1° Ost/West. (Stand: 2006)

## Zwischenfälle
Laut ASN sind keine Unfälle in der Nähe des Flughafens bekannt.